# Бірсфельден
Бірсфельден (нім. Birsfelden) — місто  в Швейцарії в кантоні Базель-Ланд, округ Арлесгайм.

## Географія
Місто розташоване на відстані близько 70 км на північ від Берна, 12 км на північний захід від Лісталя.
Бірсфельден має площу 2,5 км², з яких на 79,5% дозволяється будівництво (житлове та будівництво доріг), 0% використовуються в сільськогосподарських цілях, 1,6% зайнято лісами, 19% не є продуктивними (річки, льодовики або гори).

## Демографія
2019 року в місті мешкало 10 432 особи (+0,8% порівняно з 2010 роком), іноземців було 30,7%. Густота населення становила 4140 осіб/км².
За віковим діапазоном населення розподілялося таким чином: 16,2% — особи молодші 20 років, 59,4% — особи у віці 20—64 років, 24,4% — особи у віці 65 років та старші. Було 5188 помешкань (у середньому 2 особи в помешканні).
Із загальної кількості 4263 працюючих 9 було зайнятих в первинному секторі, 1552 — в обробній промисловості, 2702 — в галузі послуг.